# Parentignat
Parentignat is een gemeente in het Franse departement Puy-de-Dôme (regio Auvergne-Rhône-Alpes) en telt 483 inwoners (2005). De plaats maakt deel uit van het arrondissement Issoire.

## Geografie
De oppervlakte van Parentignat bedraagt 3,7 km², de bevolkingsdichtheid is 130,5 inwoners per km².
De onderstaande kaart toont de ligging van Parentignat met de belangrijkste infrastructuur en aangrenzende gemeenten.

## Demografie
Onderstaande figuur toont het verloop van het inwonertal (bron: INSEE-tellingen).